# Classe Sirius
Nella Marine nationale, la classe Sirius (o "type D") è una serie di 34 dragamine costieri. Queste unità portavano i nomi di stelle o costellazioni.
Tutte le unità furono costruite in differenti cantieri navali francesi, 13 unità furono realizzate grazie all'"Off-Shore Program" (MDAP) derivato dal Piano Marshall:
- Direction des constructions et armes navales (DCAN) a Cherbourg;
- Augustin Normand a Le Havre;
- Ateliers et chantiers du Penhoët a Saint-Nazaire;
- Ateliers et chantiers de la Seine-Maritime a Le Trait;
- Chantiers Félix Amiot a Cherbourg.

La classe Sirius appartiene alla classe MSC-172, che comprende anche la classe Dokkum (18 dragamine costruiti nei Paesi Bassi) per la Koninklijke Marine e altre 2 unità (Sao Roque (M 401) e Lagoa (M 403) costruite in Portogallo) per la Marinha Portuguesa.

## Unità
Marine nationale
- M701 Sirius (1954-1971). Condannato dopo una collissione il 15 agosto 1971. (P)
- M702 Rigel (1954-1974). (P)
- M703 Antarès (1954-1976), poi P703 (1976-1981). (P)
- M704 Algol (1954-1976). (P)
- M705 Aldébaran (1955-1970). (P)
- M706 Régulus (1954-1974). (P)
- M707 Véga (1954-1976), poi P707 (1976-1981). (P)
- M708 Castor (1955-1973),(P)
- M709 Pollux (1955-1970), puoi restituito agli USA (P)
- M710 Pégase 1956-1974). (P)
- M734 Croix du Sud (1956-1969), poi P658 (1969-1981). (D)
- M735 Etoile Polaire (1956-1973), poi P660 (1973-?). (D)
- M736 Altaïr (1956-1969), poi P656 (1960-?). (D)
- M737 Capricorne (1956-1988). (D)
- M739 Céphée (1956-1988). (D)
- M740 Cassiopée (1954-1976). (P)
- M741 Eridan (1955-1976), poi rinominato P741 Aldébaran (1977-1981). (P)
- M742 Orion (1955-1970), poi restituito agli USA. (P)
- M743 Sagittaire (1955-1976), poi P743 (1976-1981). (P)
- M744 Achernar (1955-1970). (P)
- M745 Procyon(1955-1970), poi restituito agli USA. (P)
- M746 Arcturus (1954-1969), poi P650 (1969-1981). (D)
- M747 Bételgeuse (1954-1989), poi A474. (D)
- M748 Persée (1956-1970). (P)
- M749 Phénix (1956-89), poi P749 (1989-1992). (D)
- M750 Bellatrix (1956-1974), poi restituito agli USA. (P)
- M751 Dénébola (1955-1974). (P)
- M752 Centaure (1956-1971), poi restituito agli USA. (P)
- M753 Fomalhaut (1956-1970), poi restituito agli USA. (P)
- M754 Canopus (1956-59), poi P659 (1969-1986). (D)
- M755 Capella (1956-1987). Condannato dopo un abbordaggio il 28 febbraio 1987. (D)
- M757 Verseau (1956-1988). (D)
- M758 Ariès (1956-1974). Venduto al Marocco (Q606 Tawfic : 1974-1985). (D)
- M759 Lyre (1956-1981), poi P759. (D)

Propulsione : (P) generatori a gas Sigma-Pescara - (D) motore Diesel SEMT Pielstick
 Marina militare iugoslava
- AMS / MSC-229 - Costruito in Francia e trasferito alla Jugoslavia come Hrabri (M 151)
- AMS / MSC-230 - Costruito in Francia e trasferito alla Jugoslavia come Slobodni (M 153)
- AMS / MSC-231 - Costruito in Francia e trasferito alla Jugoslavia come Smeli (M 152)